# Volta a la Comunitat Valenciana 2023
La Volta a la Comunitat Valenciana 2023, 74a edició de la Volta a la Comunitat Valenciana, fou una competició ciclista per etapes que es disputà entre l'1 i el 5 de febrer de 2023 sobre un recorregut de 787,5 km repartits entre cinc etapes. La cursa formà part del calendari de l'UCI ProSeries 2023, amb una categoria 2.Pro.
El vencedor final fou el portuguès Rui Costa (Intermarché-Circus-Wanty), vencedor de la darrera etapa. L'acompanyaren al podi Giulio Ciccone (Trek-Segafredo) i Tao Geoghegan Hart (Ineos Grenadiers).

## Equips
L'organització convidà a 19 equips a prendre part en aquesta cursa, deu de categoria WorldTeams i nou de categoria UCI ProTeams.
| WorldTeams (10)- Astana Qazaqstan Team - Bahrain Victorious - Bora-Hansgrohe - Intermarché-Circus-Wanty - Jumbo-Visma - Movistar Team - Team Jayco AlUla - Trek-Segafredo - UAE Team Emirates - Ineos Grenadiers ProTeams (9)- Burgos-BH - Caja Rural-Seguros RGA - Euskaltel-Euskadi - Equipo Kern Pharma - Green Project-Bardiani CSF-Faizanè - Human Powered Health - Q36.5 Pro Cycling Team - Team Flanders-Baloise - Uno-X Pro Cycling Team |
| |

## Etapes
| Etapa    | Data     | Ciutats d'etapa                               | type                    | Distància (km) | Desnivell (m) | Vencedor de l'etapa        | Líder de la general        |
| -------- | -------- | --------------------------------------------- | ----------------------- | -------------- | ------------- | -------------------------- | -------------------------- |
| 1a etapa | 1 de feb | Oriola – Altea                                | etapa de mitja muntanya | 189,4          | 2.076 m       | Biniam Girmay              | Biniam Girmay              |
| 2a etapa | 2 de feb | Novelda – Alto del Pino                       | etapa de muntanya       | 178,2          | 3.458 m       | Giulio Ciccone             | Giulio Ciccone             |
| 3a etapa | 3 de feb | Bétera – Sagunt                               | etapa de mitja muntanya | 145,1          | 1.737 m       | Simone Velasco             | Giulio Ciccone             |
| 4a etapa | 4 de feb | Borriana – Santuari de la Cova Santa d'Altura | etapa de muntanya       | 181,6          | 3.649 m       | Tao Geoghegan Hart         | Giulio Ciccone             |
| 5a etapa | 5 de feb | Paterna – València                            | etapa de mitja muntanya | 93,2           | 1.169 m       | Rui Alberto Faria da Costa | Rui Alberto Faria da Costa |

### Etapa 1
| \| Classificació de l'etapa \| Classificació de l'etapa \| Classificació de l'etapa \| Classificació de l'etapa \| Classificació de l'etapa \| \| Corredor \| Corredor \| Equip \| Temps \| \| \| ------------------------ \| ------------------------ \| ------------------------ \| ------------------------ \| ------------------------ \| \| 1r \| Biniam Girmay \| Intermarché-Circus-Wanty \| 4h 38' 11" \| \| \| 2n \| Olav Kooij \| Jumbo-Visma \| + 0" \| \| \| 3r \| Iván García Cortina \| Movistar Team \| + 0" \| \| \| 4t \| José Joaquín Rojas Gil \| Movistar Team \| + 0" \| \| \| 5è \| Alexander Aranburu Deba \| Movistar Team \| + 0" \| \| \| 6è \| Antonio Jesús Soto \| Euskaltel-Euskadi \| + 0" \| \| \| 7è \| Samuele Battistella \| Astana Qazaqstan Team \| + 0" \| \| \| 8è \| Fernando Barceló Aragón \| Caja Rural-Seguros RGA \| + 0" \| \| \| 9è \| Louis Bendixen \| Uno-X Pro Cycling Team \| + 0" \| \| \| 10è \| Giulio Ciccone \| Trek-Segafredo \| + 0" \| \| |                         |                          |            |
| |                         |                          |            |
| Font: ProCyclingStats |                         |                          |            |
| Classificació de l'etapa |                         |                          |            |
| Corredor | Corredor                | Equip                    | Temps      |
| 1r | Biniam Girmay           | Intermarché-Circus-Wanty | 4h 38' 11" |
| 2n | Olav Kooij              | Jumbo-Visma              | + 0"       |
| 3r | Iván García Cortina     | Movistar Team            | + 0"       |
| 4t | José Joaquín Rojas Gil  | Movistar Team            | + 0"       |
| 5è | Alexander Aranburu Deba | Movistar Team            | + 0"       |
| 6è | Antonio Jesús Soto      | Euskaltel-Euskadi        | + 0"       |
| 7è | Samuele Battistella     | Astana Qazaqstan Team    | + 0"       |
| 8è | Fernando Barceló Aragón | Caja Rural-Seguros RGA   | + 0"       |
| 9è | Louis Bendixen          | Uno-X Pro Cycling Team   | + 0"       |
| 10è | Giulio Ciccone          | Trek-Segafredo           | + 0"       |

| \| Classificació general \| Classificació general \| Classificació general \| Classificació general \| Classificació general \| \| Corredor \| Corredor \| Equip \| Temps \| \| \| --------------------- \| ----------------------- \| ------------------------ \| --------------------- \| --------------------- \| \| 1r \| Biniam Girmay \| Intermarché-Circus-Wanty \| 4h 38' 01" \| \| \| 2n \| Olav Kooij \| Jumbo-Visma \| + 4" \| \| \| 3r \| Iván García Cortina \| Movistar Team \| + 6" \| \| \| 4t \| José Joaquín Rojas Gil \| Movistar Team \| + 10" \| \| \| 5è \| Alexander Aranburu Deba \| Movistar Team \| + 10" \| \| \| 6è \| Antonio Jesús Soto \| Euskaltel-Euskadi \| + 10" \| \| \| 7è \| Samuele Battistella \| Astana Qazaqstan Team \| + 10" \| \| \| 8è \| Fernando Barceló Aragón \| Caja Rural-Seguros RGA \| + 10" \| \| \| 9è \| Louis Bendixen \| Uno-X Pro Cycling Team \| + 10" \| \| \| 10è \| Giulio Ciccone \| Trek-Segafredo \| + 10" \| \| |                         |                          |            |
| |                         |                          |            |
| Font: ProCyclingStats |                         |                          |            |
| Classificació general |                         |                          |            |
| Corredor | Corredor                | Equip                    | Temps      |
| 1r | Biniam Girmay           | Intermarché-Circus-Wanty | 4h 38' 01" |
| 2n | Olav Kooij              | Jumbo-Visma              | + 4"       |
| 3r | Iván García Cortina     | Movistar Team            | + 6"       |
| 4t | José Joaquín Rojas Gil  | Movistar Team            | + 10"      |
| 5è | Alexander Aranburu Deba | Movistar Team            | + 10"      |
| 6è | Antonio Jesús Soto      | Euskaltel-Euskadi        | + 10"      |
| 7è | Samuele Battistella     | Astana Qazaqstan Team    | + 10"      |
| 8è | Fernando Barceló Aragón | Caja Rural-Seguros RGA   | + 10"      |
| 9è | Louis Bendixen          | Uno-X Pro Cycling Team   | + 10"      |
| 10è | Giulio Ciccone          | Trek-Segafredo           | + 10"      |

### Etapa 2
| \| Classificació de l'etapa \| Classificació de l'etapa \| Classificació de l'etapa \| Classificació de l'etapa \| Classificació de l'etapa \| \| Corredor \| Corredor \| Equip \| Temps \| \| \| ------------------------ \| ----------------------------- \| ------------------------ \| ------------------------ \| ------------------------ \| \| 1r \| Giulio Ciccone \| Trek-Segafredo \| 4h 38' 59" \| \| \| 2n \| Peio Bilbao López de Armentia \| Bahrain Victorious \| + 0" \| \| \| 3r \| Aleksandr Vlàssov \| Bora-Hansgrohe \| + 0" \| \| \| 4t \| Mikel Landa Meana \| Bahrain Victorious \| + 0" \| \| \| 5è \| Rui Alberto Faria da Costa \| Intermarché-Circus-Wanty \| + 0" \| \| \| 6è \| Anthon Charmig \| Uno-X Pro Cycling Team \| + 0" \| \| \| 7è \| Alexander Aranburu Deba \| Movistar Team \| + 0" \| \| \| 8è \| Thomas Gloag \| Jumbo-Visma \| + 0" \| \| \| 9è \| Tao Geoghegan Hart \| Ineos Grenadiers \| + 0" \| \| \| 10è \| Carlos Rodríguez Cano \| Ineos Grenadiers \| + 6" \| \| |                               |                          |            |
| |                               |                          |            |
| Font: ProCyclingStats |                               |                          |            |
| Classificació de l'etapa |                               |                          |            |
| Corredor | Corredor                      | Equip                    | Temps      |
| 1r | Giulio Ciccone                | Trek-Segafredo           | 4h 38' 59" |
| 2n | Peio Bilbao López de Armentia | Bahrain Victorious       | + 0"       |
| 3r | Aleksandr Vlàssov             | Bora-Hansgrohe           | + 0"       |
| 4t | Mikel Landa Meana             | Bahrain Victorious       | + 0"       |
| 5è | Rui Alberto Faria da Costa    | Intermarché-Circus-Wanty | + 0"       |
| 6è | Anthon Charmig                | Uno-X Pro Cycling Team   | + 0"       |
| 7è | Alexander Aranburu Deba       | Movistar Team            | + 0"       |
| 8è | Thomas Gloag                  | Jumbo-Visma              | + 0"       |
| 9è | Tao Geoghegan Hart            | Ineos Grenadiers         | + 0"       |
| 10è | Carlos Rodríguez Cano         | Ineos Grenadiers         | + 6"       |

| \| Classificació general \| Classificació general \| Classificació general \| Classificació general \| Classificació general \| \| Corredor \| Corredor \| Equip \| Temps \| \| \| --------------------- \| ----------------------------- \| ------------------------ \| --------------------- \| --------------------- \| \| 1r \| Giulio Ciccone \| Trek-Segafredo \| 9h 17' 00" \| \| \| 2n \| Peio Bilbao López de Armentia \| Bahrain Victorious \| + 3" \| \| \| 3r \| Aleksandr Vlàssov \| Bora-Hansgrohe \| + 6" \| \| \| 4t \| Alexander Aranburu Deba \| Movistar Team \| + 10" \| \| \| 5è \| Anthon Charmig \| Uno-X Pro Cycling Team \| + 10" \| \| \| 6è \| Thomas Gloag \| Jumbo-Visma \| + 10" \| \| \| 7è \| Rui Alberto Faria da Costa \| Intermarché-Circus-Wanty \| + 10" \| \| \| 8è \| Tao Geoghegan Hart \| Ineos Grenadiers \| + 10" \| \| \| 9è \| Mikel Landa Meana \| Bahrain Victorious \| + 10" \| \| \| 10è \| Carlos Rodríguez Cano \| Ineos Grenadiers \| + 16" \| \| |                               |                          |            |
| |                               |                          |            |
| Font: ProCyclingStats |                               |                          |            |
| Classificació general |                               |                          |            |
| Corredor | Corredor                      | Equip                    | Temps      |
| 1r | Giulio Ciccone                | Trek-Segafredo           | 9h 17' 00" |
| 2n | Peio Bilbao López de Armentia | Bahrain Victorious       | + 3"       |
| 3r | Aleksandr Vlàssov             | Bora-Hansgrohe           | + 6"       |
| 4t | Alexander Aranburu Deba       | Movistar Team            | + 10"      |
| 5è | Anthon Charmig                | Uno-X Pro Cycling Team   | + 10"      |
| 6è | Thomas Gloag                  | Jumbo-Visma              | + 10"      |
| 7è | Rui Alberto Faria da Costa    | Intermarché-Circus-Wanty | + 10"      |
| 8è | Tao Geoghegan Hart            | Ineos Grenadiers         | + 10"      |
| 9è | Mikel Landa Meana             | Bahrain Victorious       | + 10"      |
| 10è | Carlos Rodríguez Cano         | Ineos Grenadiers         | + 16"      |

### Etapa 3
| \| Classificació de l'etapa \| Classificació de l'etapa \| Classificació de l'etapa \| Classificació de l'etapa \| Classificació de l'etapa \| \| Corredor \| Corredor \| Equip \| Temps \| \| \| ------------------------ \| ----------------------------- \| ------------------------ \| ------------------------ \| ------------------------ \| \| 1r \| Simone Velasco \| Astana Qazaqstan Team \| 3h 13' 47" \| \| \| 2n \| Bob Jungels \| Bora-Hansgrohe \| + 0" \| \| \| 3r \| Jonas Gregaard Wilsly \| Uno-X Pro Cycling Team \| + 0" \| \| \| 4t \| Alexander Aranburu Deba \| Movistar Team \| + 3" \| \| \| 5è \| José Joaquín Rojas Gil \| Movistar Team \| + 3" \| \| \| 6è \| Fred Wright \| Bahrain Victorious \| + 3" \| \| \| 7è \| Koen Bouwman \| Jumbo-Visma \| + 3" \| \| \| 8è \| Rui Alberto Faria da Costa \| Intermarché-Circus-Wanty \| + 3" \| \| \| 9è \| Peio Bilbao López de Armentia \| Bahrain Victorious \| + 3" \| \| \| 10è \| Brandon McNulty \| UAE Team Emirates \| + 3" \| \| |                               |                          |            |
| |                               |                          |            |
| Font: ProCyclingStats |                               |                          |            |
| Classificació de l'etapa |                               |                          |            |
| Corredor | Corredor                      | Equip                    | Temps      |
| 1r | Simone Velasco                | Astana Qazaqstan Team    | 3h 13' 47" |
| 2n | Bob Jungels                   | Bora-Hansgrohe           | + 0"       |
| 3r | Jonas Gregaard Wilsly         | Uno-X Pro Cycling Team   | + 0"       |
| 4t | Alexander Aranburu Deba       | Movistar Team            | + 3"       |
| 5è | José Joaquín Rojas Gil        | Movistar Team            | + 3"       |
| 6è | Fred Wright                   | Bahrain Victorious       | + 3"       |
| 7è | Koen Bouwman                  | Jumbo-Visma              | + 3"       |
| 8è | Rui Alberto Faria da Costa    | Intermarché-Circus-Wanty | + 3"       |
| 9è | Peio Bilbao López de Armentia | Bahrain Victorious       | + 3"       |
| 10è | Brandon McNulty               | UAE Team Emirates        | + 3"       |

| \| Classificació general \| Classificació general \| Classificació general \| Classificació general \| Classificació general \| \| Corredor \| Corredor \| Equip \| Temps \| \| \| --------------------- \| ----------------------------- \| ------------------------ \| --------------------- \| --------------------- \| \| 1r \| Giulio Ciccone \| Trek-Segafredo \| 12h 30' 50" \| \| \| 2n \| Peio Bilbao López de Armentia \| Bahrain Victorious \| + 3" \| \| \| 3r \| Aleksandr Vlàssov \| Bora-Hansgrohe \| + 6" \| \| \| 4t \| Alexander Aranburu Deba \| Movistar Team \| + 10" \| \| \| 5è \| Anthon Charmig \| Uno-X Pro Cycling Team \| + 10" \| \| \| 6è \| Thomas Gloag \| Jumbo-Visma \| + 10" \| \| \| 7è \| Rui Alberto Faria da Costa \| Intermarché-Circus-Wanty \| + 10" \| \| \| 8è \| Tao Geoghegan Hart \| Ineos Grenadiers \| + 10" \| \| \| 9è \| Mikel Landa Meana \| Bahrain Victorious \| + 10" \| \| \| 10è \| Carlos Rodríguez Cano \| Ineos Grenadiers \| + 16" \| \| |                               |                          |             |
| |                               |                          |             |
| Font: ProCyclingStats |                               |                          |             |
| Classificació general |                               |                          |             |
| Corredor | Corredor                      | Equip                    | Temps       |
| 1r | Giulio Ciccone                | Trek-Segafredo           | 12h 30' 50" |
| 2n | Peio Bilbao López de Armentia | Bahrain Victorious       | + 3"        |
| 3r | Aleksandr Vlàssov             | Bora-Hansgrohe           | + 6"        |
| 4t | Alexander Aranburu Deba       | Movistar Team            | + 10"       |
| 5è | Anthon Charmig                | Uno-X Pro Cycling Team   | + 10"       |
| 6è | Thomas Gloag                  | Jumbo-Visma              | + 10"       |
| 7è | Rui Alberto Faria da Costa    | Intermarché-Circus-Wanty | + 10"       |
| 8è | Tao Geoghegan Hart            | Ineos Grenadiers         | + 10"       |
| 9è | Mikel Landa Meana             | Bahrain Victorious       | + 10"       |
| 10è | Carlos Rodríguez Cano         | Ineos Grenadiers         | + 16"       |

### Etapa 4
| \| Classificació de l'etapa \| Classificació de l'etapa \| Classificació de l'etapa \| Classificació de l'etapa \| Classificació de l'etapa \| \| Corredor \| Corredor \| Equip \| Temps \| \| \| ------------------------ \| ----------------------------- \| ------------------------ \| ------------------------ \| ------------------------ \| \| 1r \| Tao Geoghegan Hart \| Ineos Grenadiers \| 4h 32' 00" \| \| \| 2n \| Thomas Gloag \| Jumbo-Visma \| + 0" \| \| \| 3r \| Giulio Ciccone \| Trek-Segafredo \| + 0" \| \| \| 4t \| Aleksandr Vlàssov \| Bora-Hansgrohe \| + 0" \| \| \| 5è \| Mikel Landa Meana \| Bahrain Victorious \| + 0" \| \| \| 6è \| Peio Bilbao López de Armentia \| Bahrain Victorious \| + 0" \| \| \| 7è \| Rui Alberto Faria da Costa \| Intermarché-Circus-Wanty \| + 0" \| \| \| 8è \| Carlos Rodríguez Cano \| Ineos Grenadiers \| + 0" \| \| \| 9è \| Diego Ulissi \| UAE Team Emirates \| + 0" \| \| \| 10è \| Brandon McNulty \| UAE Team Emirates \| + 6" \| \| |                               |                          |            |
| |                               |                          |            |
| Font: ProCyclingStats |                               |                          |            |
| Classificació de l'etapa |                               |                          |            |
| Corredor | Corredor                      | Equip                    | Temps      |
| 1r | Tao Geoghegan Hart            | Ineos Grenadiers         | 4h 32' 00" |
| 2n | Thomas Gloag                  | Jumbo-Visma              | + 0"       |
| 3r | Giulio Ciccone                | Trek-Segafredo           | + 0"       |
| 4t | Aleksandr Vlàssov             | Bora-Hansgrohe           | + 0"       |
| 5è | Mikel Landa Meana             | Bahrain Victorious       | + 0"       |
| 6è | Peio Bilbao López de Armentia | Bahrain Victorious       | + 0"       |
| 7è | Rui Alberto Faria da Costa    | Intermarché-Circus-Wanty | + 0"       |
| 8è | Carlos Rodríguez Cano         | Ineos Grenadiers         | + 0"       |
| 9è | Diego Ulissi                  | UAE Team Emirates        | + 0"       |
| 10è | Brandon McNulty               | UAE Team Emirates        | + 6"       |

| \| Classificació general \| Classificació general \| Classificació general \| Classificació general \| Classificació general \| \| Corredor \| Corredor \| Equip \| Temps \| \| \| --------------------- \| ----------------------------- \| ------------------------ \| --------------------- \| --------------------- \| \| 1r \| Giulio Ciccone \| Trek-Segafredo \| 17h 02' 46" \| \| \| 2n \| Tao Geoghegan Hart \| Ineos Grenadiers \| + 4" \| \| \| 3r \| Peio Bilbao López de Armentia \| Bahrain Victorious \| + 7" \| \| \| 4t \| Aleksandr Vlàssov \| Bora-Hansgrohe \| + 8" \| \| \| 5è \| Thomas Gloag \| Jumbo-Visma \| + 8" \| \| \| 6è \| Rui Alberto Faria da Costa \| Intermarché-Circus-Wanty \| + 14" \| \| \| 7è \| Mikel Landa Meana \| Bahrain Victorious \| + 14" \| \| \| 8è \| Alexander Aranburu Deba \| Movistar Team \| + 20" \| \| \| 9è \| Anthon Charmig \| Uno-X Pro Cycling Team \| + 20" \| \| \| 10è \| Carlos Rodríguez Cano \| Ineos Grenadiers \| + 20" \| \| |                               |                          |             |
| |                               |                          |             |
| Font: ProCyclingStats |                               |                          |             |
| Classificació general |                               |                          |             |
| Corredor | Corredor                      | Equip                    | Temps       |
| 1r | Giulio Ciccone                | Trek-Segafredo           | 17h 02' 46" |
| 2n | Tao Geoghegan Hart            | Ineos Grenadiers         | + 4"        |
| 3r | Peio Bilbao López de Armentia | Bahrain Victorious       | + 7"        |
| 4t | Aleksandr Vlàssov             | Bora-Hansgrohe           | + 8"        |
| 5è | Thomas Gloag                  | Jumbo-Visma              | + 8"        |
| 6è | Rui Alberto Faria da Costa    | Intermarché-Circus-Wanty | + 14"       |
| 7è | Mikel Landa Meana             | Bahrain Victorious       | + 14"       |
| 8è | Alexander Aranburu Deba       | Movistar Team            | + 20"       |
| 9è | Anthon Charmig                | Uno-X Pro Cycling Team   | + 20"       |
| 10è | Carlos Rodríguez Cano         | Ineos Grenadiers         | + 20"       |

### Etapa 5
| \| Classificació de l'etapa \| Classificació de l'etapa \| Classificació de l'etapa \| Classificació de l'etapa \| Classificació de l'etapa \| \| Corredor \| Corredor \| Equip \| Temps \| \| \| ------------------------ \| ----------------------------- \| ------------------------ \| ------------------------ \| ------------------------ \| \| 1r \| Rui Alberto Faria da Costa \| Intermarché-Circus-Wanty \| 2h 07' 16" \| \| \| 2n \| Thymen Arensman \| Ineos Grenadiers \| + 0" \| \| \| 3r \| Samuele Battistella \| Astana Qazaqstan Team \| + 7" \| \| \| 4t \| Marc Soler i Giménez \| UAE Team Emirates \| + 7" \| \| \| 5è \| Giulio Ciccone \| Trek-Segafredo \| + 21" \| \| \| 6è \| Peio Bilbao López de Armentia \| Bahrain Victorious \| + 21" \| \| \| 7è \| Brandon McNulty \| UAE Team Emirates \| + 21" \| \| \| 8è \| Fred Wright \| Bahrain Victorious \| + 30" \| \| \| 9è \| Matej Mohorič \| Bahrain Victorious \| + 30" \| \| \| 10è \| Omar Fraile Matarranz \| Ineos Grenadiers \| + 30" \| \| |                               |                          |            |
| |                               |                          |            |
| Font: ProCyclingStats |                               |                          |            |
| Classificació de l'etapa |                               |                          |            |
| Corredor | Corredor                      | Equip                    | Temps      |
| 1r | Rui Alberto Faria da Costa    | Intermarché-Circus-Wanty | 2h 07' 16" |
| 2n | Thymen Arensman               | Ineos Grenadiers         | + 0"       |
| 3r | Samuele Battistella           | Astana Qazaqstan Team    | + 7"       |
| 4t | Marc Soler i Giménez          | UAE Team Emirates        | + 7"       |
| 5è | Giulio Ciccone                | Trek-Segafredo           | + 21"      |
| 6è | Peio Bilbao López de Armentia | Bahrain Victorious       | + 21"      |
| 7è | Brandon McNulty               | UAE Team Emirates        | + 21"      |
| 8è | Fred Wright                   | Bahrain Victorious       | + 30"      |
| 9è | Matej Mohorič                 | Bahrain Victorious       | + 30"      |
| 10è | Omar Fraile Matarranz         | Ineos Grenadiers         | + 30"      |

## Classificació general
| \| Classificació general \| Classificació general \| Classificació general \| Classificació general \| Classificació general \| \| Corredor \| Corredor \| Equip \| Temps \| \| \| --------------------- \| ----------------------------- \| ------------------------ \| --------------------- \| --------------------- \| \| 1r \| Rui Alberto Faria da Costa \| Intermarché-Circus-Wanty \| 19h 10' 06" \| \| \| 2n \| Giulio Ciccone \| Trek-Segafredo \| + 16" \| \| \| 3r \| Tao Geoghegan Hart \| Ineos Grenadiers \| + 19" \| \| \| 4t \| Peio Bilbao López de Armentia \| Bahrain Victorious \| + 21" \| \| \| 5è \| Aleksandr Vlàssov \| Bora-Hansgrohe \| + 25" \| \| \| 6è \| Thomas Gloag \| Jumbo-Visma \| + 34" \| \| \| 7è \| Mikel Landa Meana \| Bahrain Victorious \| + 40" \| \| \| 8è \| Brandon McNulty \| UAE Team Emirates \| + 45" \| \| \| 9è \| Alexander Aranburu Deba \| Movistar Team \| + 46" \| \| \| 10è \| Carlos Rodríguez Cano \| Ineos Grenadiers \| + 46" \| \| |                               |                          |             |
| |                               |                          |             |
| Font: ProCyclingStats |                               |                          |             |
| Classificació general |                               |                          |             |
| Corredor | Corredor                      | Equip                    | Temps       |
| 1r | Rui Alberto Faria da Costa    | Intermarché-Circus-Wanty | 19h 10' 06" |
| 2n | Giulio Ciccone                | Trek-Segafredo           | + 16"       |
| 3r | Tao Geoghegan Hart            | Ineos Grenadiers         | + 19"       |
| 4t | Peio Bilbao López de Armentia | Bahrain Victorious       | + 21"       |
| 5è | Aleksandr Vlàssov             | Bora-Hansgrohe           | + 25"       |
| 6è | Thomas Gloag                  | Jumbo-Visma              | + 34"       |
| 7è | Mikel Landa Meana             | Bahrain Victorious       | + 40"       |
| 8è | Brandon McNulty               | UAE Team Emirates        | + 45"       |
| 9è | Alexander Aranburu Deba       | Movistar Team            | + 46"       |
| 10è | Carlos Rodríguez Cano         | Ineos Grenadiers         | + 46"       |

## Evolució de les classificacions
| Etapa              | Vencedor           | Classificació general | Classificació per punts | Classificació de la muntanya | Classificació dels joves | Classificació per equips |
| ------------------ | ------------------ | --------------------- | ----------------------- | ---------------------------- | ------------------------ | ------------------------ |
| 1                  | Biniam Girmay      | Biniam Girmay         | Marc Soler              | Biniam Girmay                | Biniam Girmay            | Movistar Team            |
| 2                  | Giulio Ciccone     | Giulio Ciccone        | Samuele Zoccarato       | Giulio Ciccone               | Anthon Charmig           | UAE Team Emirates        |
| 3                  | Simone Velasco     | Giulio Ciccone        | Samuele Zoccarato       | Alex Aranburu                | Anthon Charmig           | UAE Team Emirates        |
| 4                  | Tao Geoghegan Hart | Giulio Ciccone        | Samuele Zoccarato       | Giulio Ciccone               | Thomas Gloag             | UAE Team Emirates        |
| 5                  | Rui Costa          | Rui Costa             | Samuele Zoccarato       | Giulio Ciccone               | Thomas Gloag             | UAE Team Emirates        |
| Classements finals | Classements finals | Rui Costa             | Samuele Zoccarato       | Giulio Ciccone               | Thomas Gloag             | UAE Team Emirates        |

## Llista de participants
| Bora-Hansgrohe BOH | Bora-Hansgrohe BOH     | Bora-Hansgrohe BOH |
| ------------------ | ---------------------- | ------------------ |
| Núm                | Ciclista               | Pos                |
| 1                  | Aleksandr Vlàssov      | 5è                 |
| 2                  | Matteo Fabbro (ITA)    | 23è                |
| 3                  | Nico Denz (GER)        | FC-5               |
| 4                  | Bob Jungels (LUX)      | FC-5               |
| 5                  | Lennard Kämna (GER)    | NP-5               |
| 6                  | Anton Palzer (GER)     | 68è                |
| 7                  | Cesare Benedetti (POL) | FC-5               |

| Jumbo-Visma TJV | Jumbo-Visma TJV          | Jumbo-Visma TJV |
| --------------- | ------------------------ | --------------- |
| Núm             | Ciclista                 | Pos             |
| 11              | Koen Bouwman (NED)       | 29è             |
| 12              | Thomas Gloag (GBR)       | 6è              |
| 13              | Michel Hessmann (GER)    | DNF-3           |
| 14              | Olav Kooij (NED)         | 77è             |
| 15              | Sam Oomen (NED)          | 20è             |
| 16              | Tosh Van der Sande (BEL) | 72è             |
| 17              | Lars Boven (NED)         | NP-3            |

| Ineos Grenadiers IGD | Ineos Grenadiers IGD               | Ineos Grenadiers IGD |
| -------------------- | ---------------------------------- | -------------------- |
| Núm                  | Ciclista                           | Pos                  |
| 21                   | Thymen Arensman (NED)              | 30è                  |
| 22                   | Jonathan Castroviejo Nicolás (ESP) | 27è                  |
| 23                   | Laurens De Plus (BEL)              | 21è                  |
| 24                   | Omar Fraile Matarranz (ESP)        | 37è                  |
| 25                   | Tao Geoghegan Hart (GBR)           | 3r                   |
| 26                   | Salvatore Puccio (ITA)             | FC-5                 |
| 27                   | Carlos Rodríguez Cano (ESP) (ruta) | 10è                  |

| UAE Team Emirates UAD | UAE Team Emirates UAD            | UAE Team Emirates UAD |
| --------------------- | -------------------------------- | --------------------- |
| Núm                   | Ciclista                         | Pos                   |
| 31                    | Mikkel Bjerg (DEN)               | NP-1                  |
| 32                    | Rafał Majka (POL)                | 12è                   |
| 33                    | Brandon McNulty (USA)            | 8è                    |
| 34                    | Sebastián Molano Benavides (COL) | 85è                   |
| 35                    | Domen Novak (SLO)                | DNF-5                 |
| 36                    | Marc Soler i Giménez (ESP)       | 13è                   |
| 37                    | Diego Ulissi (ITA)               | 11è                   |

| Bahrain Victorious TBV | Bahrain Victorious TBV              | Bahrain Victorious TBV |
| ---------------------- | ----------------------------------- | ---------------------- |
| Núm                    | Ciclista                            | Pos                    |
| 41                     | Peio Bilbao López de Armentia (ESP) | 4t                     |
| 42                     | Damiano Caruso (ITA)                | 33è                    |
| 43                     | Mikel Landa Meana (ESP)             | 7è                     |
| 44                     | Gino Mäder (SUI)                    | 60è                    |
| 45                     | Matej Mohorič (SLO)                 | 42è                    |
| 46                     | Wout Poels (NED)                    | 47è                    |
| 47                     | Fred Wright (GBR)                   | 66è                    |

| Trek-Segafredo TFS | Trek-Segafredo TFS           | Trek-Segafredo TFS |
| ------------------ | ---------------------------- | ------------------ |
| Núm                | Ciclista                     | Pos                |
| 51                 | Giulio Ciccone (ITA)         | 2n                 |
| 52                 | Kenny Elissonde (FRA)        | 22è                |
| 53                 | Amanuel Gebrezgabihier (ERI) | 65è                |
| 55                 | Bauke Mollema (NED)          | 18è                |
| 56                 | Edward Theuns (BEL)          | 81è                |

| Intermarché-Circus-Wanty ICW | Intermarché-Circus-Wanty ICW     | Intermarché-Circus-Wanty ICW |
| ---------------------------- | -------------------------------- | ---------------------------- |
| Núm                          | Ciclista                         | Pos                          |
| 61                           | Rui Alberto Faria da Costa (POR) | 1r                           |
| 62                           | Biniam Girmay (ERI)              | DNF-4                        |
| 63                           | Madis Mihkels (EST)              | 76è                          |
| 64                           | Laurens Huys (BEL)               | 87è                          |
| 65                           | Mike Teunissen (NED)             | 75è                          |
| 66                           | Loïc Vliegen (BEL)               | 35è                          |
| 67                           | Georg Zimmermann (GER)           | 19è                          |

| Movistar Team MOV | Movistar Team MOV               | Movistar Team MOV |
| ----------------- | ------------------------------- | ----------------- |
| Núm               | Ciclista                        | Pos               |
| 71                | Alexander Aranburu Deba (ESP)   | 9è                |
| 72                | Jorge Arcas (ESP)               | 40è               |
| 73                | Iván García Cortina (ESP)       | 80è               |
| 74                | Lluís Mas Bonet (ESP)           | 97è               |
| 75                | Antonio Pedrero López (ESP)     | 24è               |
| 76                | José Joaquín Rojas Gil (ESP)    | 38è               |
| 77                | Gonzalo Serrano Rodríguez (ESP) | 34è               |

| Astana Qazaqstan Team AST | Astana Qazaqstan Team AST        | Astana Qazaqstan Team AST |
| ------------------------- | -------------------------------- | ------------------------- |
| Núm                       | Ciclista                         | Pos                       |
| 81                        | David de la Cruz Melgarejo (ESP) | NP-5                      |
| 82                        | Luis León Sánchez Gil (ESP)      | 25è                       |
| 83                        | Samuele Battistella (ITA)        | 39è                       |
| 84                        | Gianmarco Garofoli (ITA)         | NP-4                      |
| 85                        | Javier Romo (ESP)                | 56è                       |
| 86                        | Cristian Scaroni (ITA)           | 44è                       |
| 87                        | Simone Velasco (ITA)             | 53è                       |

| Team Jayco AlUla JAY | Team Jayco AlUla JAY       | Team Jayco AlUla JAY |
| -------------------- | -------------------------- | -------------------- |
| Núm                  | Ciclista                   | Pos                  |
| 91                   | Edward Dunbar (IRL)        | NP-2                 |
| 92                   | Lawson Craddock (USA)      | 52è                  |
| 93                   | Callum Scotson (AUS)       | 15è                  |
| 94                   | Alessandro De Marchi (ITA) | 67è                  |
| 95                   | Tsgabu Grmay (ETH)         | 48è                  |
| 96                   | Welay Berehe (ETH)         | DNF-2                |
| 97                   | Blake Quick (AUS)          | FC-5                 |

| Uno-X Pro Cycling Team UXT | Uno-X Pro Cycling Team UXT  | Uno-X Pro Cycling Team UXT |
| -------------------------- | --------------------------- | -------------------------- |
| Núm                        | Ciclista                    | Pos                        |
| 101                        | Alexander Kristoff (NOR)    | 90è                        |
| 102                        | Louis Bendixen (DEN)        | 63è                        |
| 103                        | Anders Skaarseth (NOR)      | 69è                        |
| 104                        | Niklas Eg (DEN)             | 61è                        |
| 105                        | Jonas Gregaard Wilsly (DEN) | 36è                        |
| 106                        | Torstein Træen (NOR)        | 14è                        |
| 107                        | Anthon Charmig (DEN)        | 17è                        |

| Team Flanders-Baloise TFB | Team Flanders-Baloise TFB | Team Flanders-Baloise TFB |
| ------------------------- | ------------------------- | ------------------------- |
| Núm                       | Ciclista                  | Pos                       |
| 111                       | Ruben Apers (BEL)         | DNF-2                     |
| 112                       | Kamiel Bonneu (BEL)       | NP-2                      |
| 113                       | Toon Clynhens (BEL)       | 62è                       |
| 114                       | Sander De Pestel (BEL)    | 82è                       |
| 115                       | Lindsay De Vylder (BEL)   | 88è                       |
| 116                       | Jules Hesters (BEL)       | FC-5                      |
| 117                       | Ward Vanhoof (BEL)        | 91è                       |

| Green Project-Bardiani CSF-Faizanè BCF | Green Project-Bardiani CSF-Faizanè BCF | Green Project-Bardiani CSF-Faizanè BCF |
| -------------------------------------- | -------------------------------------- | -------------------------------------- |
| Núm                                    | Ciclista                               | Pos                                    |
| 121                                    | Luca Covili (ITA)                      | 46è                                    |
| 122                                    | Filippo Fiorelli (ITA)                 | 96è                                    |
| 123                                    | Davide Gabburo (ITA)                   | 58è                                    |
| 124                                    | Riccardo Lucca (ITA)                   | NP-3                                   |
| 125                                    | Alex Tolio (ITA)                       | 41è                                    |
| 126                                    | Alessandro Tonelli (ITA)               | 59è                                    |
| 127                                    | Samuele Zoccarato (ITA)                | 71è                                    |

| Caja Rural-Seguros RGA CJR | Caja Rural-Seguros RGA CJR         | Caja Rural-Seguros RGA CJR |
| -------------------------- | ---------------------------------- | -------------------------- |
| Núm                        | Ciclista                           | Pos                        |
| 131                        | Orluis Aular Sanabria (VEN) (ruta) | FC-5                       |
| 132                        | Fernando Barceló Aragón (ESP)      | 51è                        |
| 133                        | Jon Barrenetxea (ESP)              | 55è                        |
| 134                        | Mulu Hailemichael (ETH)            | 94è                        |
| 135                        | Sergio Martín (ESP)                | 43è                        |
| 136                        | Joel Nicolau Beltran (ESP)         | DNF-4                      |
| 137                        | Eduard Prades i Reverter (ESP)     | DNF-4                      |

| Human Powered Health HPM | Human Powered Health HPM    | Human Powered Health HPM |
| ------------------------ | --------------------------- | ------------------------ |
| Núm                      | Ciclista                    | Pos                      |
| 141                      | Stanisław Aniołkowski (POL) | FC-5                     |
| 142                      | Alan Banaszek (POL)         | DNF-2                    |
| 143                      | Stephen Bassett (USA)       | FC-5                     |
| 144                      | August Jensen (NOR)         | 73è                      |
| 145                      | Colin Joyce (USA)           | 89è                      |
| 146                      | Barnabás Peák (HUN)         | 95è                      |
| 147                      | Benjamin Perry (CAN)        | 92è                      |

| Equipo Kern Pharma EKP | Equipo Kern Pharma EKP        | Equipo Kern Pharma EKP |
| ---------------------- | ----------------------------- | ---------------------- |
| Núm                    | Ciclista                      | Pos                    |
| 151                    | Roger Adrià Oliveras (ESP)    | NP-3                   |
| 152                    | Urko Berrade (ESP)            | 64è                    |
| 153                    | Giovanni Carboni (ITA)        | 57è                    |
| 154                    | Héctor Carretero Milla (ESP)  | NP-5                   |
| 155                    | Jon Agirre Egaña (ESP)        | 32è                    |
| 156                    | Iñigo Elosegui (ESP)          | 79è                    |
| 157                    | Pablo Castrillo Zapater (ESP) | 93è                    |

| Burgos-BH BBH | Burgos-BH BBH                  | Burgos-BH BBH |
| ------------- | ------------------------------ | ------------- |
| Núm           | Ciclista                       | Pos           |
| 161           | Óscar Pelegrí (ESP)            | FC-5          |
| 162           | Andrés Camilo Ardila (COL)     | 84è           |
| 163           | José Manuel Díaz Gallego (ESP) | 45è           |
| 164           | Jesús Ezquerra (ESP)           | DNF-3         |
| 165           | Daniel Navarro García (ESP)    | 54è           |
| 166           | Pelayo Sánchez Mayo (ESP)      | 50è           |
| 167           | Ander Okamika (ESP)            | 78è           |

| Euskaltel-Euskadi EUS | Euskaltel-Euskadi EUS          | Euskaltel-Euskadi EUS |
| --------------------- | ------------------------------ | --------------------- |
| Núm                   | Ciclista                       | Pos                   |
| 171                   | Antonio Jesús Soto (ESP)       | DNF-4                 |
| 172                   | Unai Cuadrado (ESP)            | 86è                   |
| 173                   | Xabier Isasa (ESP)             | 83è                   |
| 174                   | Mikel Bizkarra Etxegibel (ESP) | 16è                   |
| 175                   | Gotzon Martín (ESP)            | 26è                   |
| 176                   | Joan Bou (ESP)                 | 28è                   |
| 177                   | Mikel Iturria Segurola (ESP)   | 74è                   |

| Q36.5 Pro Cycling Team Q36 | Q36.5 Pro Cycling Team Q36 | Q36.5 Pro Cycling Team Q36 |
| -------------------------- | -------------------------- | -------------------------- |
| Núm                        | Ciclista                   | Pos                        |
| 181                        | Filippo Conca (ITA)        | 31è                        |
| 182                        | Tom Devriendt (BEL)        | 49è                        |
| 183                        | Damien Howson (AUS)        | FC-5                       |
| 184                        | Tobias Ludvigsson (SWE)    | DNF-5                      |
| 185                        | Matteo Moschetti (ITA)     | FC-5                       |
| 186                        | Antonio Puppio (ITA)       | DNF-4                      |
| 187                        | Nicolò Parisini (ITA)      | 70è                        |

| Bora-Hansgrohe BOH | Bora-Hansgrohe BOH     | Bora-Hansgrohe BOH |
| ------------------ | ---------------------- | ------------------ |
| Núm                | Ciclista               | Pos                |
| 1                  | Aleksandr Vlàssov      | 5è                 |
| 2                  | Matteo Fabbro (ITA)    | 23è                |
| 3                  | Nico Denz (GER)        | FC-5               |
| 4                  | Bob Jungels (LUX)      | FC-5               |
| 5                  | Lennard Kämna (GER)    | NP-5               |
| 6                  | Anton Palzer (GER)     | 68è                |
| 7                  | Cesare Benedetti (POL) | FC-5               |

| Jumbo-Visma TJV | Jumbo-Visma TJV          | Jumbo-Visma TJV |
| --------------- | ------------------------ | --------------- |
| Núm             | Ciclista                 | Pos             |
| 11              | Koen Bouwman (NED)       | 29è             |
| 12              | Thomas Gloag (GBR)       | 6è              |
| 13              | Michel Hessmann (GER)    | DNF-3           |
| 14              | Olav Kooij (NED)         | 77è             |
| 15              | Sam Oomen (NED)          | 20è             |
| 16              | Tosh Van der Sande (BEL) | 72è             |
| 17              | Lars Boven (NED)         | NP-3            |

| Ineos Grenadiers IGD | Ineos Grenadiers IGD               | Ineos Grenadiers IGD |
| -------------------- | ---------------------------------- | -------------------- |
| Núm                  | Ciclista                           | Pos                  |
| 21                   | Thymen Arensman (NED)              | 30è                  |
| 22                   | Jonathan Castroviejo Nicolás (ESP) | 27è                  |
| 23                   | Laurens De Plus (BEL)              | 21è                  |
| 24                   | Omar Fraile Matarranz (ESP)        | 37è                  |
| 25                   | Tao Geoghegan Hart (GBR)           | 3r                   |
| 26                   | Salvatore Puccio (ITA)             | FC-5                 |
| 27                   | Carlos Rodríguez Cano (ESP) (ruta) | 10è                  |

| UAE Team Emirates UAD | UAE Team Emirates UAD            | UAE Team Emirates UAD |
| --------------------- | -------------------------------- | --------------------- |
| Núm                   | Ciclista                         | Pos                   |
| 31                    | Mikkel Bjerg (DEN)               | NP-1                  |
| 32                    | Rafał Majka (POL)                | 12è                   |
| 33                    | Brandon McNulty (USA)            | 8è                    |
| 34                    | Sebastián Molano Benavides (COL) | 85è                   |
| 35                    | Domen Novak (SLO)                | DNF-5                 |
| 36                    | Marc Soler i Giménez (ESP)       | 13è                   |
| 37                    | Diego Ulissi (ITA)               | 11è                   |

| Bahrain Victorious TBV | Bahrain Victorious TBV              | Bahrain Victorious TBV |
| ---------------------- | ----------------------------------- | ---------------------- |
| Núm                    | Ciclista                            | Pos                    |
| 41                     | Peio Bilbao López de Armentia (ESP) | 4t                     |
| 42                     | Damiano Caruso (ITA)                | 33è                    |
| 43                     | Mikel Landa Meana (ESP)             | 7è                     |
| 44                     | Gino Mäder (SUI)                    | 60è                    |
| 45                     | Matej Mohorič (SLO)                 | 42è                    |
| 46                     | Wout Poels (NED)                    | 47è                    |
| 47                     | Fred Wright (GBR)                   | 66è                    |

| Trek-Segafredo TFS | Trek-Segafredo TFS           | Trek-Segafredo TFS |
| ------------------ | ---------------------------- | ------------------ |
| Núm                | Ciclista                     | Pos                |
| 51                 | Giulio Ciccone (ITA)         | 2n                 |
| 52                 | Kenny Elissonde (FRA)        | 22è                |
| 53                 | Amanuel Gebrezgabihier (ERI) | 65è                |
| 55                 | Bauke Mollema (NED)          | 18è                |
| 56                 | Edward Theuns (BEL)          | 81è                |

| Intermarché-Circus-Wanty ICW | Intermarché-Circus-Wanty ICW     | Intermarché-Circus-Wanty ICW |
| ---------------------------- | -------------------------------- | ---------------------------- |
| Núm                          | Ciclista                         | Pos                          |
| 61                           | Rui Alberto Faria da Costa (POR) | 1r                           |
| 62                           | Biniam Girmay (ERI)              | DNF-4                        |
| 63                           | Madis Mihkels (EST)              | 76è                          |
| 64                           | Laurens Huys (BEL)               | 87è                          |
| 65                           | Mike Teunissen (NED)             | 75è                          |
| 66                           | Loïc Vliegen (BEL)               | 35è                          |
| 67                           | Georg Zimmermann (GER)           | 19è                          |

| Movistar Team MOV | Movistar Team MOV               | Movistar Team MOV |
| ----------------- | ------------------------------- | ----------------- |
| Núm               | Ciclista                        | Pos               |
| 71                | Alexander Aranburu Deba (ESP)   | 9è                |
| 72                | Jorge Arcas (ESP)               | 40è               |
| 73                | Iván García Cortina (ESP)       | 80è               |
| 74                | Lluís Mas Bonet (ESP)           | 97è               |
| 75                | Antonio Pedrero López (ESP)     | 24è               |
| 76                | José Joaquín Rojas Gil (ESP)    | 38è               |
| 77                | Gonzalo Serrano Rodríguez (ESP) | 34è               |

| Astana Qazaqstan Team AST | Astana Qazaqstan Team AST        | Astana Qazaqstan Team AST |
| ------------------------- | -------------------------------- | ------------------------- |
| Núm                       | Ciclista                         | Pos                       |
| 81                        | David de la Cruz Melgarejo (ESP) | NP-5                      |
| 82                        | Luis León Sánchez Gil (ESP)      | 25è                       |
| 83                        | Samuele Battistella (ITA)        | 39è                       |
| 84                        | Gianmarco Garofoli (ITA)         | NP-4                      |
| 85                        | Javier Romo (ESP)                | 56è                       |
| 86                        | Cristian Scaroni (ITA)           | 44è                       |
| 87                        | Simone Velasco (ITA)             | 53è                       |

| Team Jayco AlUla JAY | Team Jayco AlUla JAY       | Team Jayco AlUla JAY |
| -------------------- | -------------------------- | -------------------- |
| Núm                  | Ciclista                   | Pos                  |
| 91                   | Edward Dunbar (IRL)        | NP-2                 |
| 92                   | Lawson Craddock (USA)      | 52è                  |
| 93                   | Callum Scotson (AUS)       | 15è                  |
| 94                   | Alessandro De Marchi (ITA) | 67è                  |
| 95                   | Tsgabu Grmay (ETH)         | 48è                  |
| 96                   | Welay Berehe (ETH)         | DNF-2                |
| 97                   | Blake Quick (AUS)          | FC-5                 |

| Uno-X Pro Cycling Team UXT | Uno-X Pro Cycling Team UXT  | Uno-X Pro Cycling Team UXT |
| -------------------------- | --------------------------- | -------------------------- |
| Núm                        | Ciclista                    | Pos                        |
| 101                        | Alexander Kristoff (NOR)    | 90è                        |
| 102                        | Louis Bendixen (DEN)        | 63è                        |
| 103                        | Anders Skaarseth (NOR)      | 69è                        |
| 104                        | Niklas Eg (DEN)             | 61è                        |
| 105                        | Jonas Gregaard Wilsly (DEN) | 36è                        |
| 106                        | Torstein Træen (NOR)        | 14è                        |
| 107                        | Anthon Charmig (DEN)        | 17è                        |

| Team Flanders-Baloise TFB | Team Flanders-Baloise TFB | Team Flanders-Baloise TFB |
| ------------------------- | ------------------------- | ------------------------- |
| Núm                       | Ciclista                  | Pos                       |
| 111                       | Ruben Apers (BEL)         | DNF-2                     |
| 112                       | Kamiel Bonneu (BEL)       | NP-2                      |
| 113                       | Toon Clynhens (BEL)       | 62è                       |
| 114                       | Sander De Pestel (BEL)    | 82è                       |
| 115                       | Lindsay De Vylder (BEL)   | 88è                       |
| 116                       | Jules Hesters (BEL)       | FC-5                      |
| 117                       | Ward Vanhoof (BEL)        | 91è                       |

| Green Project-Bardiani CSF-Faizanè BCF | Green Project-Bardiani CSF-Faizanè BCF | Green Project-Bardiani CSF-Faizanè BCF |
| -------------------------------------- | -------------------------------------- | -------------------------------------- |
| Núm                                    | Ciclista                               | Pos                                    |
| 121                                    | Luca Covili (ITA)                      | 46è                                    |
| 122                                    | Filippo Fiorelli (ITA)                 | 96è                                    |
| 123                                    | Davide Gabburo (ITA)                   | 58è                                    |
| 124                                    | Riccardo Lucca (ITA)                   | NP-3                                   |
| 125                                    | Alex Tolio (ITA)                       | 41è                                    |
| 126                                    | Alessandro Tonelli (ITA)               | 59è                                    |
| 127                                    | Samuele Zoccarato (ITA)                | 71è                                    |

| Caja Rural-Seguros RGA CJR | Caja Rural-Seguros RGA CJR         | Caja Rural-Seguros RGA CJR |
| -------------------------- | ---------------------------------- | -------------------------- |
| Núm                        | Ciclista                           | Pos                        |
| 131                        | Orluis Aular Sanabria (VEN) (ruta) | FC-5                       |
| 132                        | Fernando Barceló Aragón (ESP)      | 51è                        |
| 133                        | Jon Barrenetxea (ESP)              | 55è                        |
| 134                        | Mulu Hailemichael (ETH)            | 94è                        |
| 135                        | Sergio Martín (ESP)                | 43è                        |
| 136                        | Joel Nicolau Beltran (ESP)         | DNF-4                      |
| 137                        | Eduard Prades i Reverter (ESP)     | DNF-4                      |

| Human Powered Health HPM | Human Powered Health HPM    | Human Powered Health HPM |
| ------------------------ | --------------------------- | ------------------------ |
| Núm                      | Ciclista                    | Pos                      |
| 141                      | Stanisław Aniołkowski (POL) | FC-5                     |
| 142                      | Alan Banaszek (POL)         | DNF-2                    |
| 143                      | Stephen Bassett (USA)       | FC-5                     |
| 144                      | August Jensen (NOR)         | 73è                      |
| 145                      | Colin Joyce (USA)           | 89è                      |
| 146                      | Barnabás Peák (HUN)         | 95è                      |
| 147                      | Benjamin Perry (CAN)        | 92è                      |

| Equipo Kern Pharma EKP | Equipo Kern Pharma EKP        | Equipo Kern Pharma EKP |
| ---------------------- | ----------------------------- | ---------------------- |
| Núm                    | Ciclista                      | Pos                    |
| 151                    | Roger Adrià Oliveras (ESP)    | NP-3                   |
| 152                    | Urko Berrade (ESP)            | 64è                    |
| 153                    | Giovanni Carboni (ITA)        | 57è                    |
| 154                    | Héctor Carretero Milla (ESP)  | NP-5                   |
| 155                    | Jon Agirre Egaña (ESP)        | 32è                    |
| 156                    | Iñigo Elosegui (ESP)          | 79è                    |
| 157                    | Pablo Castrillo Zapater (ESP) | 93è                    |

| Burgos-BH BBH | Burgos-BH BBH                  | Burgos-BH BBH |
| ------------- | ------------------------------ | ------------- |
| Núm           | Ciclista                       | Pos           |
| 161           | Óscar Pelegrí (ESP)            | FC-5          |
| 162           | Andrés Camilo Ardila (COL)     | 84è           |
| 163           | José Manuel Díaz Gallego (ESP) | 45è           |
| 164           | Jesús Ezquerra (ESP)           | DNF-3         |
| 165           | Daniel Navarro García (ESP)    | 54è           |
| 166           | Pelayo Sánchez Mayo (ESP)      | 50è           |
| 167           | Ander Okamika (ESP)            | 78è           |

| Euskaltel-Euskadi EUS | Euskaltel-Euskadi EUS          | Euskaltel-Euskadi EUS |
| --------------------- | ------------------------------ | --------------------- |
| Núm                   | Ciclista                       | Pos                   |
| 171                   | Antonio Jesús Soto (ESP)       | DNF-4                 |
| 172                   | Unai Cuadrado (ESP)            | 86è                   |
| 173                   | Xabier Isasa (ESP)             | 83è                   |
| 174                   | Mikel Bizkarra Etxegibel (ESP) | 16è                   |
| 175                   | Gotzon Martín (ESP)            | 26è                   |
| 176                   | Joan Bou (ESP)                 | 28è                   |
| 177                   | Mikel Iturria Segurola (ESP)   | 74è                   |

| Q36.5 Pro Cycling Team Q36 | Q36.5 Pro Cycling Team Q36 | Q36.5 Pro Cycling Team Q36 |
| -------------------------- | -------------------------- | -------------------------- |
| Núm                        | Ciclista                   | Pos                        |
| 181                        | Filippo Conca (ITA)        | 31è                        |
| 182                        | Tom Devriendt (BEL)        | 49è                        |
| 183                        | Damien Howson (AUS)        | FC-5                       |
| 184                        | Tobias Ludvigsson (SWE)    | DNF-5                      |
| 185                        | Matteo Moschetti (ITA)     | FC-5                       |
| 186                        | Antonio Puppio (ITA)       | DNF-4                      |
| 187                        | Nicolò Parisini (ITA)      | 70è                        |